# IC 3641
IC 3641 је спирална галаксија у сазвјежђу Береникина коса која се налази на листи објеката дубоког неба у Индекс каталогу.
Деклинација објекта је + 26° 31' 18" а ректасцензија 12h 40m 26,8s. Привидна величина (магнитуда) објекта IC 3641 износи 16,7 а фотографска магнитуда 17,5.